# E.Leclerc énergies

E.Leclerc énergies est une marque dédiée à l’énergie (électricité, gaz conditionné en bouteille, carburant, primes énergie) déposée par la coopérative SIPLEC (Société d’Importation E.Leclerc).

## Histoire

### Libéralisation de la vente de pétrole

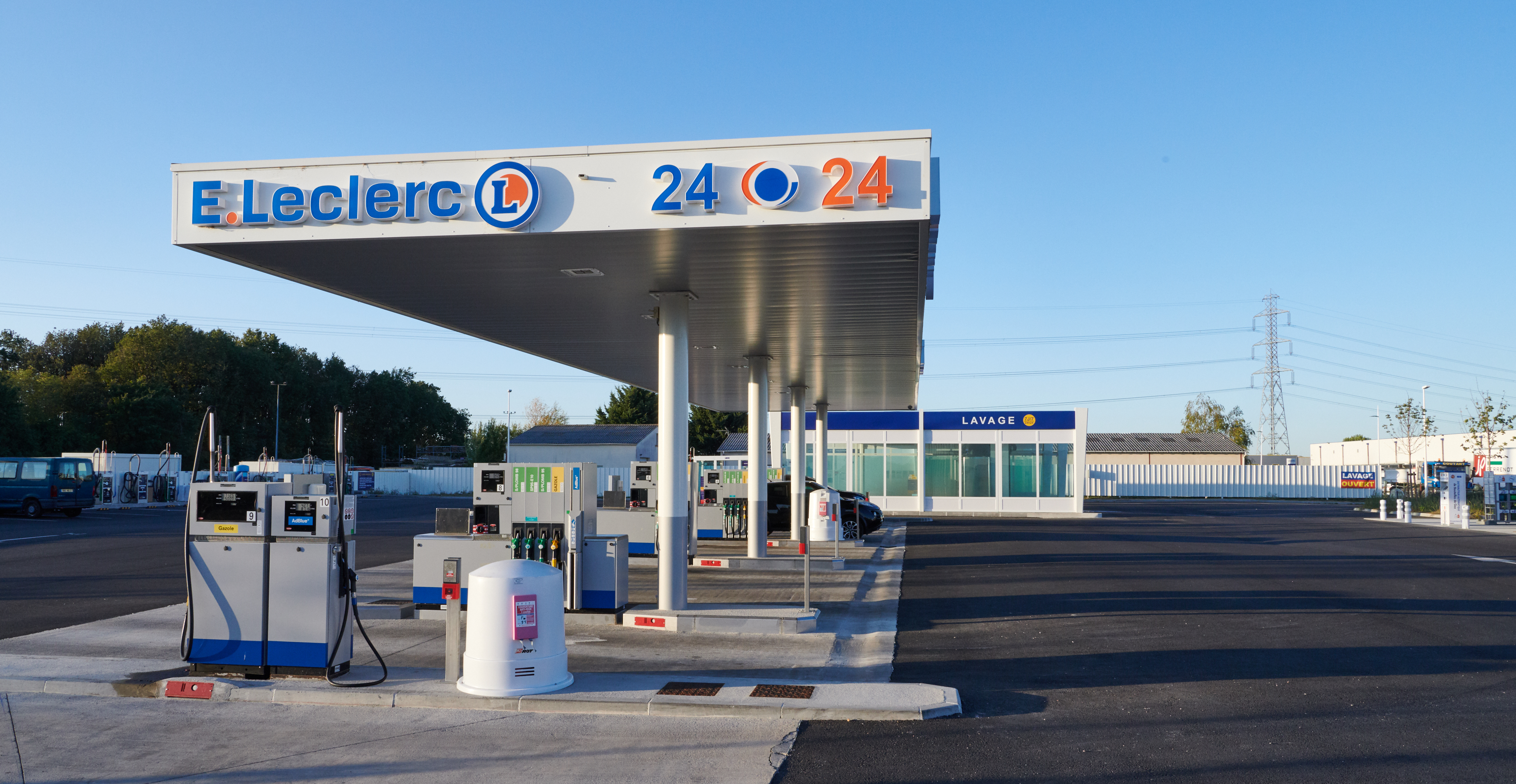
Une station-service E.Leclerc en 2019.

Dans les années 1970, les produits pétroliers sont un marché très réglementé en France. Seuls certains distributeurs disposent d'une licence permettant du carburant et son prix est défini par l’État. 
En 1978, Michel-Édouard Leclerc obtient une licence pour importer du pétrole et fonde une société d'importation spécialisée. Le réseau E.Leclerc s'affranchit du monopole d’État sur le prix du pétrole et propose des rabais. Près de 467 procès sont intentés contre l'entreprise.
Le 25 janvier 1985, la Cour de justice de l'Union européenne libéralise le prix de l'essence. Le prix de l'essence atteint cette année-là son prix le plus élevé, 5,73 francs ou 1,51 euro en tenant compte de l'inflation.
Les opérations « essence à prix coutant » conduites par E.Leclerc et les autres distributeurs français conduisent à une réduction des marges des distributeurs d'essence.
En 1990, E.Leclerc ouvre sa première station-service sur autoroute sur l'aire de Dijon Brognon. En 2013, l'entreprise disposait de 10 stations sur autoroute.

### Fournisseur d'électricité
En septembre 2018, E.Leclerc se lance sur le marché de l'électricité avec une offre d'électricité 100% renouvelable avec une promesse de rabais de 20 % par rapport au tarif réglementé proposé par EDF. La différence étant versée au client sous la forme d'un bon de réduction valable dans les centres E.Leclerc.
En octobre 2021, E.Leclerc ferme son activité de fournisseur d'électricité, ne pouvant plus assumer ses responsabilités dans le contexte de la crise énergétique mondiale de 2021-2023.

## Controverses
En mai 2016, au cours d'une pénurie d'essence, le supermarché E.Leclerc de Plancoët conditionne la vente de carburant à la réalisation de 60 € de courses alimentaires,,.